# Tracy Chapman (album)
Az 1988-as Tracy Chapman Tracy Chapman debütáló nagylemeze. Mind Amerikában, mind az Egyesült Királyságban a listák élére került, a kritikusok is méltatták.
Az első kislemez, a Fast Car nagyon népszerű volt, az Egyesült Királyságban az 5., Amerikában a 6. helyig jutott a listákon. A Talkin' Bout a Revolution kevesebb sikert ért el, ám a rádiók gyakran játszották, és több listára is felkerült. Az utolsó, Baby Can I Hold You kislemez csak a 48. helyig jutott, feldolgozásával azonban a Boyzone 1997-ben a brit kislemezlista 2. helyére került.
A Tracy Chapman hét Grammy-díj jelölést kapott: az év albuma, az év felvétele (Fast Car), az év dala (Fast Car), az év producere (David Kershenbaum), legjobb új előadó, legjobb kortárs folkalbum és legjobb legjobb női popénekes teljesítmény (Fast Car). Utóbbi hármat megnyerte.
1989-ben 10. lett a Rolling Stone magazin A '80-as évek 100 legjobb albuma listáján, míg a Minden idők 500 legjobb albuma listán a 261. helyet szerezte meg három évvel később. Szerepel az 1001 lemez, amit hallanod kell, mielőtt meghalsz című könyvben.

## Az album dalai
|     | Cím                       | Szerző(k)     | Hossz |
| --- | ------------------------- | ------------- | ----- |
| 1.  | Talkin' Bout a Revolution | Tracy Chapman | 2:39  |
| 2.  | Fast Car                  | Tracy Chapman | 4:56  |
| 3.  | Across the Lines          | Tracy Chapman | 3:24  |
| 4.  | Behind the Wall           | Tracy Chapman | 1:49  |
| 5.  | Baby Can I Hold You       | Tracy Chapman | 3:14  |
| 6.  | Mountains o' Things       | Tracy Chapman | 4:39  |
| 7.  | She's Got Her Ticket      | Tracy Chapman | 3:56  |
| 8.  | Why?                      | Tracy Chapman | 2:06  |
| 9.  | For My Lover              | Tracy Chapman | 3:12  |
| 10. | If Not Now...             | Tracy Chapman | 3:01  |
| 11. | For You                   | Tracy Chapman | 3:09  |

## Közreműködők
- Tracy Chapman – akusztikus gitár, ütőhangszerek, ritmusgitár, ének
- Ed Black – steel gitár
- Paulinho Da Costa – ütőhangszerek
- Denny Fongheiser – ütőhangszerek, dob
- Jack Holder – orgona, dulcimer, dobro, zongora, elektromos gitár, Hammond orgona, szitár
- Steve Kaplan – szájharmonika, billentyűk
- Larry Klein – basszusgitár
- David LaFlamme – elektromos hegedű
- Bob Marlette – billentyűk

### Produkció
- David Kershenbaum – producer
- Brian Koppelman, Don Rubin – executive producer
- Kevin Smith – hangmérnök
- Kevin Smith – keverés
- Carol Bobolts – művészeti vezető
- Matt Mahurin – fényképek

## Fordítás
Ez a szócikk részben vagy egészben a Tracy Chapman (album) című angol Wikipédia-szócikk ezen változatának fordításán alapul.  Az eredeti cikk szerkesztőit annak laptörténete sorolja fel. Ez a jelzés csupán a megfogalmazás eredetét és a szerzői jogokat jelzi, nem szolgál a cikkben szereplő információk forrásmegjelöléseként.